# Armases
Armases is een geslacht van kreeftachtigen uit de klasse van de Malacostraca (hogere kreeftachtigen).

## Soorten
- Armases americanum (Saussure, 1858)
- Armases angustipes (Dana, 1852)
- Armases angustum (Smith, 1870)
- Armases benedicti (Rathbun, 1897)
- Armases cinereum (Bosc, 1802)
- Armases elegans (Herklots, 1851)
- Armases gorei (Abele, 1981)
- Armases magdalenense (Rathbun, 1918)
- Armases miersii (Rathbun, 1897)
- Armases occidentale (Smith, 1870)
- Armases ricordi (H. Milne Edwards, 1853)
- Armases roberti (H. Milne Edwards, 1853)
- Armases rubripes (Rathbun, 1897)